# Concentrador solar

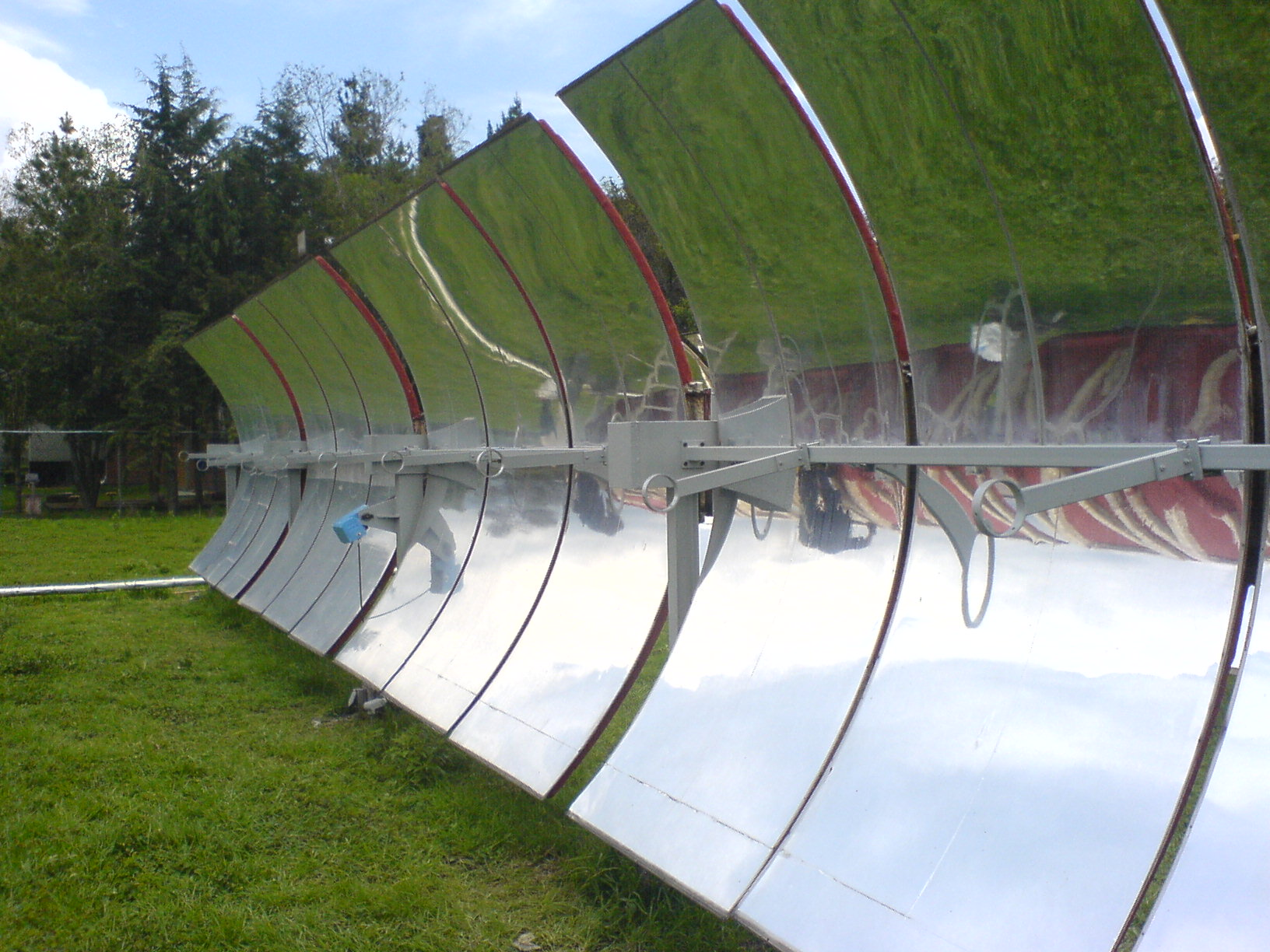
Col·lector Solar Parabòlic.

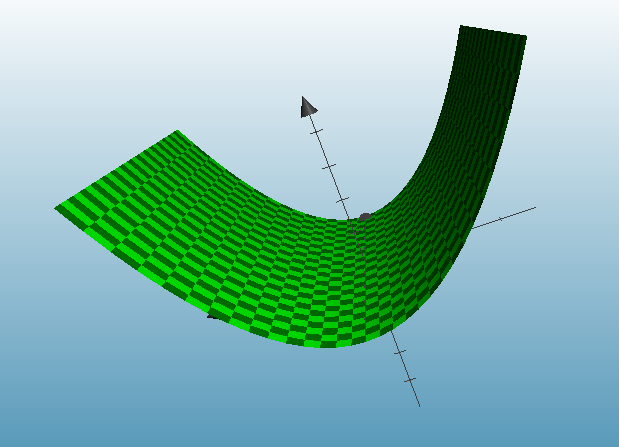
cilindre parabòlic.

Un  concentrador solar  és un tipus de col·lector solar, capaç de concentrar l'energia solar en una àrea reduïda augmentant la intensitat energètica. Similar a una lupa enfocant la seva llum en un punt, els concentradors reflecteixen la llum solar mitjançant d'un arranjament de miralls alineats cap a un objectiu per on circula un fluid capaç de captar aquesta energia per al seu aprofitament.